# Мак-Карти (Аляска)
Мак-Карти (англ. McCarthy) — статистически обособленная местность в зоне переписи населения Коппер-Ривер, штат Аляска, США.

## История
В 1900 году между ледником Кенникотт и рекой Мак-Карти-Крик обнаружили медь, после чего была основана добывающая компания Кеннекотт и шахтёрский город Кеннекотт. Название в честь американского исследователя Роберта Кенникотта записали с ошибкой, которую так и не исправили.
Поселение Мак-Карти возникло неподалёку во многом из-за того, что в Кеннекотте были запрещены алкоголь и проституция. Таким образом, Мак-Карти обеспечивал жителей Кеннекотта незаконными там услугами и довольно быстро вырос до крупного города со школой, гимназией и больницей. В 1911 году до Мак-Карти была доведена железная дорога (англ. Copper River and Northwestern Railway).
В 1938 году большая часть запасов медной руды была исчерпала, а город почти полностью заброшен. Железная дорога прекратила своё существование в этом же году. К 1970-м годам население Кенникотта и Мак-Карти упало почти до 0 человек, когда здесь стали селиться молодые люди, ехавшие на Аляску за приключениями и большими деньгами в связи с постройкой Трансаляскинского нефтепровода. В 1980-е годы, после основания национального парка Рангел-Сент-Элайас, в этих местах стали появляться туристы. В связи с этим, жители Мак-Карти стали предоставлять различные туристические услуги. Посетителей привлекают здания старой шахты и городка Кеннекотт, а также интересная история этих мест.
1 марта 1983 года в городе произошло массовое убийство. Вооружившись самозарядным карабином Ruger Mini-14, 39-летний Луи Д. Хастингс застрелил 6 человек из 22 жителей Мак-Карти. Он также ранил ещё двух человек. В июле 1984 года Хастингс был приговорен к 634 годам тюремного заключения.
В 2014 году на канале Дискавери вышел сериал «Edge of Alaska» (На краю Аляски) о городке Мак-Карти и его жителях.

## География
Площадь статистически обособленной местности составляет 384,0 км², из которых 384,0 км² — суша и 0 км² — открытые водные пространства. Населённый пункт расположен в 193 км к северо-востоку от города Кордова, у подножья Гор Врангеля.

## Население
По данным переписи 2014 года население статистически обособленной местности составляло 42 человека. Расовый состав: белые — 100 %.
Из 26 домашних хозяйств в 15,4 % — воспитывали детей в возрасте до 18 лет, 15,4 % представляли собой совместно проживающие супружеские пары, в 3,8 % семей женщины проживали без мужей, 73,1 % не имели семьи. 53,8 % от общего числа семей на момент переписи жили самостоятельно, при этом 0 % составили одинокие пожилые люди в возрасте 65 лет и старше. В среднем домашнее хозяйство ведут 1,62 человек, а средний размер семьи — 2,14 человек.
Доля лиц в возрасте младше 18 лет — 9,5 %; лиц старше 65 лет — 4,8 %. Средний возраст населения — 46 лет. На каждые 100 женщин приходится 147,1 мужчин; на каждые 100 женщин в возрасте старше 18 лет — 153,3 мужчин.

## Экономика и транспорт
Средний доход на совместное хозяйство — $17 188; средний доход на семью — $20 000. Средний доход на душу населения — $16 045. 15,2 % жителей живут за чертой бедности.
В двух километрах к северо-востоку от центра городка расположен аэропорт Маккарти.